# Derala
Derala (ili Derale) je planinski prijevoj u Bosni i Hercegovini. Nalazi se na 965 metara nadmorske visine.
Nalazi se na planini Dinari, zapadno od Bosanskog Grahova i sjeveroistočno od Knina. Preko prijevoja vodi magistralna cesta M 14.2 između Bosanskog Grahova i granice s Hrvatskom odnosno graničnog prijelaza Strmica preko kojeg se nastavlja državna cesta D33.
Strateška važnost prijevoja pokazala se za vrijeme Domovinskog rata (operacije Ljeto '95., Oluja). Zbog važnosti za kontrolu grada Knina naziva ga se "Kninskim vratima".